# Sh2-2
Sh2-2，也稱為沙普利斯2，是位於天蝎座的一個發射星雲。它的亮度中等，使它不是很容易就能看見。它的宿主被認為是被從天蝎座OB1星協逐出的X射線聯星。
這是個形狀不規則而且面積相當大，但模糊不清的電離氫區，它的視直徑大約涵蓋了60 '。

## 外部連結
- VizieR Query（页面存档备份，存于）
- SIMBAD Query（页面存档备份，存于）